# حبیب صید

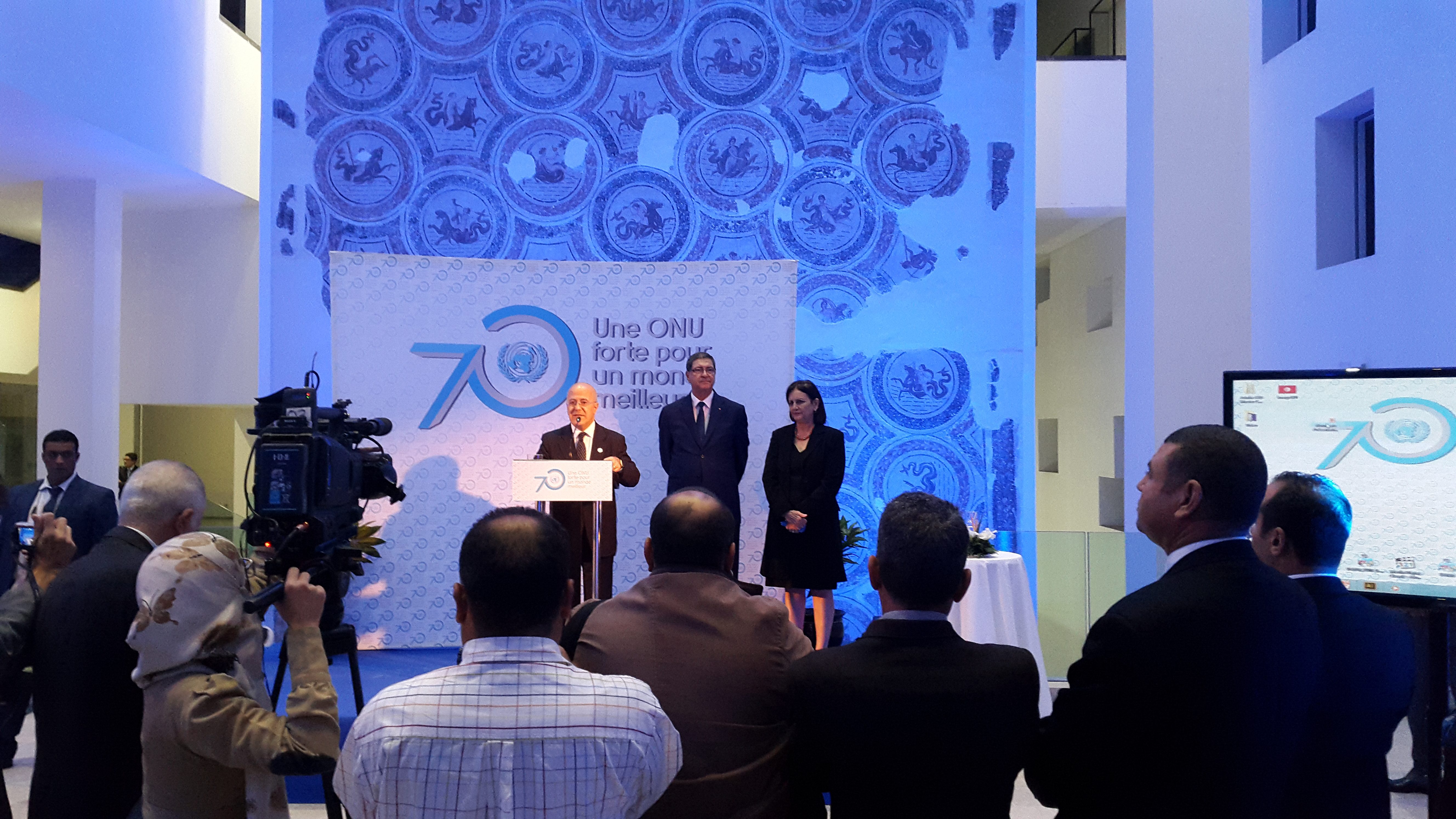
حضور حبیب اسید و لطیفه خضر در روز سازمان ملل در موزه باردو در تونس

حبیب صید (عربی: الحبيب الصيد؛ زاده ۱ ژوئن ۱۹۴۹) یک سیاست‌مدار اهل تونس است. وی از ۶ فوریه ۲۰۱۵ تا ۲۷ اوت ۲۰۱۶ نخست‌وزیر تونس بود.